# The Angel of the Slums (film 1913)
The Angel of the Slums è un cortometraggio muto del 1913 diretto da Lloyd B. Carleton su una sceneggiatura di George Terwilliger.

## Produzione
Il film fu prodotto dalla Lubin Manufacturing Company.

## Distribuzione
Distribuito dalla General Film Company, il film - un cortometraggio in una bobina - uscì nelle sale USA il 3 luglio 1913.